# Укрэксимбанк
Укрэксимбанк — публичное акционерное общество Государственный экспортно-импортный банк Украины (укр. Державний експортно-імпортний банк України) — кредитно-финансовое учреждение, 100 % акций которого принадлежат Кабинету министров Украины. Входит в тройку самых больших банков Украины и занимает первое место по депозитам юридических лиц среди всех банков Украины.

## История
Государственный экспортно-импортный банк Украины создан 3 января 1992 года согласно Указу Президента Украины № 29 и 23 января того же года банк получил свою первую лицензию от Национального банка Украины.
5 мая 2009 г. вступило в силу постановление Кабинета Министров Украины от 15 апреля 2009 г. № 375, в соответствии с которым Укрэксимбанку изменено его полное название с открытого акционерного общества на публичное акционерное общество путем внесения соответствующих изменений в Устав банка.
Структура АО «Укрэксимбанк» состоит из Главного банка, 27 филиалов и 78 отделений (по состоянию на 01.09.2015) и охватывает практически всю территорию Украины. За границей работает 2 представительства Банка — в Лондоне и Нью-Йорке. Банк имеет наиболее разветвлённую на Украине сеть банков-корреспондентов (более 850 банковских учреждений в разных странах мира).
В марте 2020 года главой правления Укрэксимбанка был назначен Евгений Мецгер. В октябре 2021 года он покинул свой пост в связи со скандалом.